# Більчув
Більчув (пол. Bilczów) — село в Польщі, у гміні Бусько-Здруй Буського повіту Свентокшиського воєводства.
Населення — 334 особи (2011).
У 1975-1998 роках село належало до Келецького воєводства.

## Демографія
Демографічна структура на день 31 березня 2011 року:
|          | Загалом | Допрацездатний вік | Працездатний вік | Постпрацездатний вік |
| -------- | ------- | ------------------ | ---------------- | -------------------- |
| Чоловіки | 183     | 44                 | 114              | 25                   |
| Жінки    | 151     | 34                 | 79               | 38                   |
| Разом    | 334     | 78                 | 193              | 63                   |